# Ixias kuehni
Ixias kuehni är en fjärilsart som beskrevs av Johannes Karl Max Röber 1891. Ixias kuehni ingår i släktet Ixias och familjen vitfjärilar. Inga underarter finns listade i Catalogue of Life.